# Einödhausen

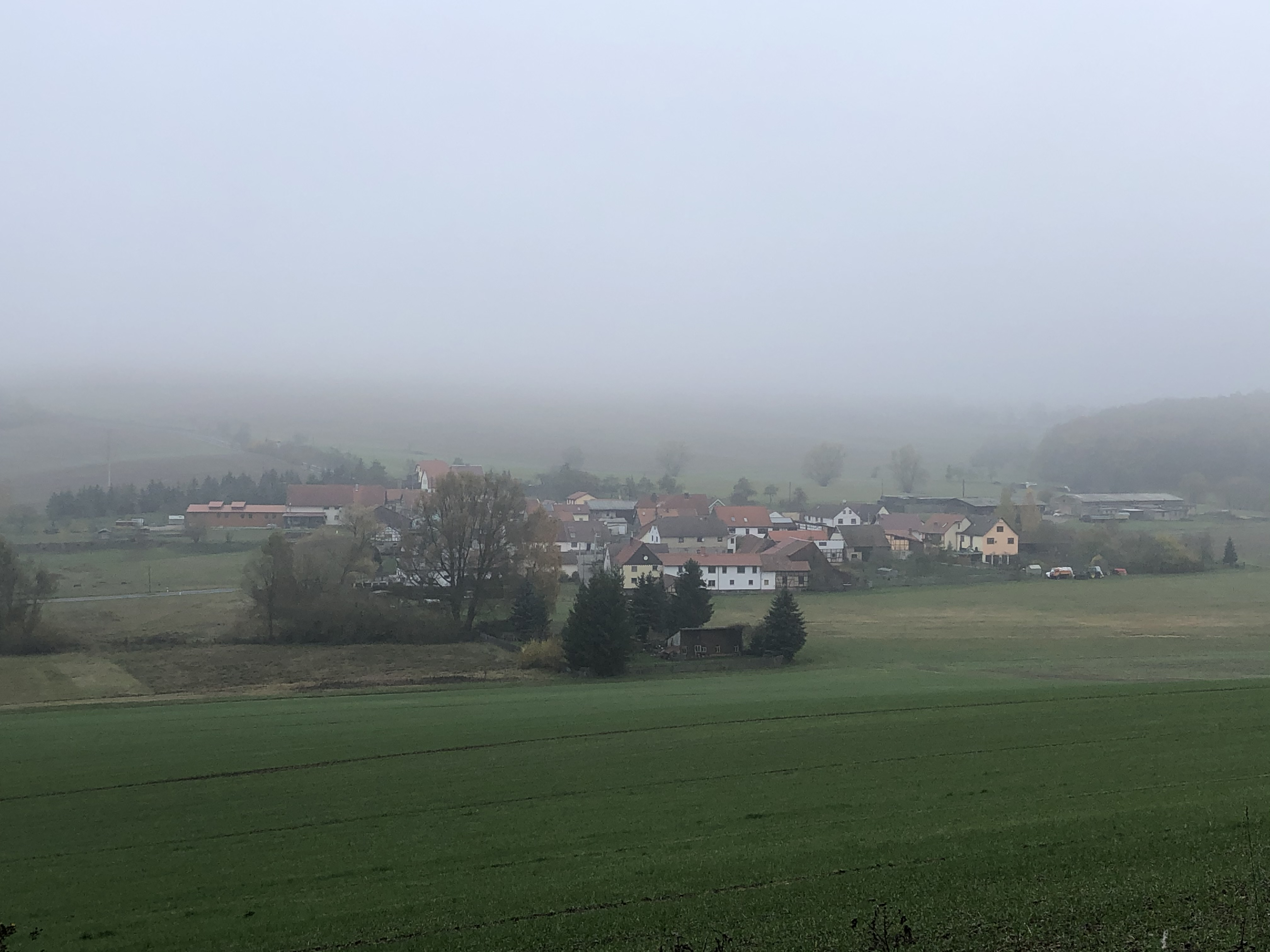
Blick auf den Ort

Einödhausen ist ein Ortsteil der südthüringischen Kreisstadt Meiningen im fränkisch geprägten Süden von Thüringen.

## Lage
Einödhausen liegt rund 10 km Luftlinie südlich der Kernstadt in einem erweiterten keilförmigen Tal zwischen dem südlichen Einzelgehöft Oberharles und dem nördlich gelegenen zirka einen Kilometer entfernten Henneberg an der Kreisstraße K 62. Rund um die Feldmark liegen bewaldete Bergkegel der Rhön.

## Geschichte
Einödhausen wurde 887 erstmals als „Einharteshusen“ urkundlich erwähnt. 1617 machte der Ort mit der Hexenverfolgung der Margaretha Gans auf sich aufmerksam.
Der Ort gehörte zum alten Besitz der Grafschaft Henneberg und befand sich beim Aussterben der Grafen von Henneberg-Schleusingen im Jahr 1583 samt der Niedergerichtsbarkeit in adligen Händen, zählte aber der Landeshoheit nach zum Amt Maßfeld. Er kam mit diesem im Jahr 1680 zum Herzogtum Sachsen-Meiningen.
Am 1. Juli 1950 wurden die bis dahin eigenständigen Gemeinden Oberharles und Unterharles eingegliedert.
Seit 1920 zum Land Thüringen gehörig, kam der Ort 1952 zum Bezirk Suhl der DDR. Seit 1990 gehört der Ort wieder zum Freistaat Thüringen. Im Zuge der Gebietsreform von 1994 wurde Einödhausen ein Ortsteil von Henneberg. Beide Orte wurden am 1. Januar 2019 zunächst als Exklave (2019–2023) in die Kreisstadt Meiningen eingegliedert. Heute machen Künstler mit ihrer Kunst auf sich und den Ortsteil aufmerksam. In Einödhausen leben rund 60 Personen.